# Leopoldsdorf im Marchfeld
Leopoldsdorf im Marchfeld là một thị trấn ở huyện Gänserndorf thuộc bang Niederösterreich nước Áo. Đô thị Leopoldsdorf im Marchfeld có diện tích 28,95 km², dân số năm 2001 là 2392người.